# Glória Maria
Gloria Maria Matta da Silva (Río de Janeiro, 15 de agosto de 1949-2 de febrero de 2023) fue  una periodista, reportera y presentadora de televisión brasileña.

## Biografía
Glória Maria nació en el barrio de Vila Isabel, en la Zona Norte de Río de Janeiro. Licenciada en Periodismo por la Pontificia Universidad Católica de Río de Janeiro (PUC-RJ), en la década de 1960 fue princesa de la cuadra carnavalera Cacique de Ramos. Según Bira Presidente, consiguió su primer trabajo cuando fue, junto con el bloque, se presentó en el programa Chacrinha de TV Globo. Después de la presentación, realizó una pasantía en la red, ya que había completado su educación superior. “Chacrinha siempre me pidió que llevara al programa a la reina y la princesa de la cuadra. Allí, Gloria comentó que necesitaba hacer una pasantía y le gustó”, recuerda Bira.
Fue contratada por el departamento de periodismo en la década de 1970, y su primer reportaje para Rede Globo fue sobre la caída del Elevado Paulo de Frontin, el 20 de noviembre de 1971. No tardó en convertirse en el presentador de la emisora, presentando varios programas de noticias como RJTV, Jornal Hoje y Fantástico, que presentó de 1998 a 2007, cuando solicitó una licencia por dos años.
Se hizo conocida por sus reportajes especiales y viajes a lugares exóticos, como el desierto del Sahara y Palestina, entre otros. Gloria también cubrió la Guerra de las Malvinas, en 1982.
En enero de 2010 se reunió con los directores de periodismo de Globo, y luego se decidió que sería reportera especial del programa Globo Repórter, en el que participó durante varios años, a veces como coanfitrión, junto a Sérgio Chapelin, y luego, Sandra Annenberg.

## Vida personal
En octubre de 2003, informó a la revista "Quem" que había tenido varias relaciones románticas. Dijo que salió con el ingeniero austriaco Hans Bernhard, el francés Eric Auguin (de 1985 a 1991), el empresario portugués Frederico Fragoso y el sueco Martin Stenmarck. En la misma entrevista, afirmó que se había casado en secreto cinco años antes, en una ceremonia civil presenciada solo por unos pocos amigos. No reveló quién había sido el novio. A principios de la década de 1970, mantuvo una relación sentimental con José Roberto Marinho, hijo de Roberto Marinho, fundador de Rede Globo.
En junio de 2009 adoptó a dos niñas provenientes de Salvador de Bahía, María y Laura, a quienes conoció durante las visitas a la Organización de Ayuda Fraternal (OAF) en el barrio de Caixa d'Água.
Gloria dijo que estaba interesada en la camarilla. En 2017, durante una entrevista con Ana María Braga, afirmó que había probado la marihuana en Jamaica, donde la hierba se conoce como ganja.
En noviembre de 2019, Glória Maria se sometió a una cirugía para extirpar un tumor cerebral, que luego resultó ser maligno. Meses después de la cirugía, declaró, en una entrevista, que continuaba con su tratamiento contra el cáncer.

## Nota
1. ↑  Aunque asegura haber nacido en 1959 (véase Gloria Maria revela ter 55 anos de idade: 'Nasci em 1959, juro' -Gloria María revela tener 55 años: 'Nací en 1959, lo juro'-), debutó en el periodismo cubriendo la caída del elevado Paulo de Frontin, en 1971, cuando tenía inverosímiles 12 años de edad (véase video: Memória Globo:Glória Maria y Queda do Paulo de Frontin -Memória Globo: Gloria Maria y Queda do Paulo de Frontin-). Según el diario O Globo, fue contratada por Rede Globo en 1972, cuando no habría tenido más de 13 años, si hubiera nacido en 1959 (véase Gloria Maria trajetória de sucesso em 34 anos de carreira -Globo, 4 de agosto de 2006: Gloria Maria trayectoria exitosa en su carrera de 34 años-). Según varias otras fuentes, en realidad nació en 1949 (véase O Dia, 4 de junio de 2014: Glória Maria tiene 64 años; Ig Gente Glória Maria; TV News, 15 de mayo de 2019: Gloria Maria tem quantos anos? -Cuántos años tiene Gloria Maria?-)